# Buckeyes d'Ohio State (football américain)
Pour le club omnisports, voir Buckeyes d'Ohio State.
Stade
Maillots
Champion 1942, 1954, 1957, 1961, 1968, 1970, 2002, 2014, 2025
Saison en cours
Le programme de football américain des Buckeyes d'Ohio State représente l'Université d'État de l'Ohio située à Columbus en Ohio au sein de la NCAA Division I Football Bowl Subdivision (FBS).
Son équipe fait partie de la Conférence Big 10 depuis 1912.
Les Buckeyes faisaient partie de la Division Est (Eastern Division) jusqu'en fin de saison 2023, les deux divisions de cette conférence ayant fusionné dès la saison 2024.

## Histoire
Le programme de football américain des Buckeyes a été créé en 1890.

## Descriptif en début de saison 2025
- Couleurs :   (scarlet et gris[2])
- Dirigeants :
  - Directeur sportif : Gene Smith (en)
  - Entraîneur principal : Ryan Day (en), 7e saison, bilan : 70 - 10 - 0 (87,5 %)
- Stade :
  - Nom : Ohio Stadium inauguré le 7 octobre 1922
  - Capacité : 102 780
  - Surface de jeu : pelouse artificielle (FieldTurf (en))
  - Lieu : Columbus, Ohio
- Conférence :
  - Actuelle : Big Ten Conference
  - Anciennes : 
    - Western Conference (1896–1899)
    - Ohio Athletic Conference (en) (1902-1912)
    - Big Nine (1899–1991, 1913-1917, 1946–1950)
    - Big Ten Conference
- Internet :
  - Nom site Web : Ohiostatebuckeyes.com
  - URL : https://ohiostatebuckeyes.com/sports/m-footbl/
- Bilan des matchs :
  - Victoires : 978 (73,5 %)
  - Défaites : 335
  - Nuls : 53
- Bilan des Bowls :
  - Victoires : 30 (50,8 %)
  - Défaites : 29
  - Nuls : 0
- College Football Playoff :
  - Apparitions : 5 (2014, 2016, 2019, 2020) (2014, 2016, 2019, 2020, 2022, 2024)
  - Bilan : 7 victoires, 4 défaites (63,6%)
  - Apparitions en College Football Championship Game (finale) : 3 (2015 (saison 2014), 2021 (saison 2020) et 2025 (saison 2024)
  - Victoires en finale du CFP : 2 (2015 (saison 2014) et 2025 (saison 2024)
- Titres :
  - Titres nationaux non réclamés : 7 (1933, 1944, 1945, 1969, 1973, 1974, 1975)
  - Titres nationaux : 9 (1942, 1954, 1957, 1961, 1968, 1970, 2002, 2014, 2024)
  - Finaliste national : 5 (2002, 2006, 2007, 2014, 2020)
  - Titres de la conférence : 41 (2 Ohio Athletic, 39 Big Ten)
  - Titres de la division ouest : 10 en Big 10 (2 Div. Leaders, 8 Div. East)
- Joueurs :
  - Meilleures statistiques individuelles des joueurs d'Ohio State (en).
  - Vainqueurs du Trophée Heisman : 7
  - Désignés joueur All-American par consensus : 93
- Hymne : Across the Field et Buckeye Battle Cry
- Mascotte : Brutus Buckeye
- Fanfare : Ohio State University Marching Band
- Rivalités :
  - Wolverines du Michigan
  - Fighting Illini de l'Illinois
  - Nittany Lions de Penn State

## Palmarès
- Titres nationaux :

Ohio State a remporté neuf (9) titres nationaux reconnu par la NCAA et les plus grandes agences de cotation du pays.
| Saison | Entraîneur       | Agences de cotation                                     | Bilan  | Bilan  | Bowl | AP   | Coache's |
| ------ | ---------------- | ------------------------------------------------------- | ------ | ------ | --- | ---- | -------- |
| Saison | Entraîneur       | Agences de cotation                                     | Global | Big 10 | Bowl | AP   | Coache's |
| 1942   | Paul Brown       | AP                                                      | 09–1–0 | 6–1    | – | no 1 | −        |
| 1954   | Woody Hayes      | AP                                                      | 10–0–0 | 7–0    | G Rose Bowl 1955 | no 1 | no 2     |
| 1957   | Woody Hayes      | Coaches, Football Writers Association of America (FWAA) | 09–1–0 | 7–0    | G Rose Bowl 1958 | no 2 | no 1     |
| 1961   | Woody Hayes      | FWAA                                                    | 08–0–1 | 6–0    | – | no 2 | no 2     |
| 1968   | Woody Hayes      | AP, Coaches, FWAA, National Football Foundation (NFF)   | 10–0–0 | 7–0    | G Rose Bowl 1969 | no 1 | no 1     |
| 1970   | Woody Hayes      | NFF (co-champions)[4]                                   | 09–1–0 | 7–0    | P, Rose Bowl 1971 | no 5 | no 2     |
| 2002   | Jim Tressel (en) | BCS, AP, Coaches, FWAA, NFF                             | 14–0–0 | 8–0    | G Fiesta Bowl 2003 (BCS National Championship Game)                                                                          | no 1 | no 1     |
| 2014   | Urban Meyer      | CFP, AP, Coaches, NFF                                   | 14–1–0 | 8–0    | G Sugar Bowl 2015 (½ finale du CFP) G College Football Championship Game 2015                                                | no 1 | no 1     |
| 2024   | Ryan Day (en)    | CFP, AP, Coaches, NFF                                   | 14–2   | 7–2    | G Rose Bowl 2025 (¼ de finale du CFP) G Cotton Bowl Classic 2025 (½ finale du CFP) G College Football Championship Game 2025 | no 1 | no 1     |
Ohio State a également été désigné à huit autres reprises champion national mais par des agences de cotation mineures en 1933, 1944, 1969, 1973, 1974, 1975, 1998 et 2006. L'université n'a pas accepté ni reconnu ces titres.
- Titres de conférence :

Ohio State a intégré la Big Ten Conference en 1912 après avoir été membre de l' Ohio Athletic Conference (OAC). Au total, le programme a remporté 41 titres de conférence dont 2 en OAC et 15 à égalité (†)
| Saison | Conférence | Entraîneur                | Bilan global | Bilan de conférence |
| ------ | ---------- | ------------------------- | ------------ | ------------------- |
| 1906   | OAC (en)   | Albert E. Herrnstein (en) | 08–1–0       | 4–0                 |
| 1912   | OAC        | John Richards (en)        | 06–3–0       | 4–0                 |
| 1916   | Big Ten    | John Wilce (en)           | 07–0–0       | 4–0                 |
| 1917   | Big Ten    | John Wilce (en)           | 08–0–1       | 4–0                 |
| 1920   | Big Ten    | John Wilce (en)           | 07–1–0       | 5–0                 |
| 1935 † | Big Ten    | Francis Schmidt (en)      | 07–1–0       | 5–0                 |
| 1939   | Big Ten    | Francis Schmidt           | 06–2–0       | 5–1                 |
| 1942   | Big Ten    | Paul Brown                | 09–1–0       | 5–1                 |
| 1944   | Big Ten    | Carroll Widdoes (en)      | 09–0–0       | 6–0                 |
| 1949†  | Big Ten    | Wes Fesler (en)           | 07–1–2       | 4–1–1               |
| 1954   | Big Ten    | Woody Hayes               | 10–0–0       | 7–0                 |
| 1955   | Big Ten    | Woody Hayes               | 07–2–0       | 6–0                 |
| 1957   | Big Ten    | Woody Hayes               | 09–1–0       | 7–0                 |
| 1961   | Big Ten    | Woody Hayes               | 08–0–1       | 6–0                 |
| 1968   | Big Ten    | Woody Hayes               | 10–0–0       | 7–0                 |
| 1969 † | Big Ten    | Woody Hayes               | 08–1–0       | 6–1                 |
| 1970   | Big Ten    | Woody Hayes               | 09–1–0       | 7–0                 |
| 1972 † | Big Ten    | Woody Hayes               | 09–2–0       | 7–1                 |
| 1973 † | Big Ten    | Woody Hayes               | 10–0–1       | 7–0–1               |
| 1974 † | Big Ten    | Woody Hayes               | 10–2–0       | 7–1                 |
| 1975   | Big Ten    | Woody Hayes               | 11–1–0       | 8–0                 |
| 1976 † | Big Ten    | Woody Hayes               | 09–2–1       | 7–1                 |
| 1977 † | Big Ten    | Woody Hayes               | 09–3–0       | 6–2                 |
| 1979   | Big Ten    | Earle Bruce (en)          | 11–1–0       | 8–0                 |
| 1981 † | Big Ten    | Earle Bruce (en)          | 09–3–0       | 6–2                 |
| 1984   | Big Ten    | Earle Bruce (en)          | 09–3–0       | 7–2                 |
| 1986 † | Big Ten    | Earle Bruce (en)          | 10–3–0       | 7–1                 |
| 1993 † | Big Ten    | John Cooper (en)          | 10–1–1       | 6–1–1               |
| 1996 † | Big Ten    | John Cooper (en)          | 11–1–0       | 7–1                 |
| 1998 † | Big Ten    | John Cooper (en)          | 11–1–0       | 7–1                 |
| 2002 † | Big Ten    | Jim Tressel (en)          | 14–0–0       | 8–0                 |
| 2005 † | Big Ten    | Jim Tressel (en)          | 10–2–0       | 7–1                 |
| 2006   | Big Ten    | Jim Tressel (en)          | 12–1–0       | 8–0                 |
| 2007   | Big Ten    | Jim Tressel (en)          | 11–2–0       | 7–1                 |
| 2008 † | Big Ten    | Jim Tressel (en)          | 10–3–0       | 7–1                 |
| 2009   | Big Ten    | Jim Tressel (en)          | 11–2–0       | 7–1                 |
| 2014   | Big Ten    | Urban Meyer               | 14–1–0       | 8–0                 |
| 2017   | Big Ten    | Urban Meyer               | 12–2–0       | 8–1                 |
| 2018   | Big Ten    | Urban Meyer               | 13–1–0       | 8–1                 |
| 2019   | Big Ten    | Ryan Day (en)             | 13–1–0       | 9–0                 |
| 2020   | Big Ten    | Ryan Day (en)             | 07–1–0       | 6–0                 |
- Titres de division :

De 2011 à 2023, la Big Ten comptait deux divisions, appelée Legends et Leaders de 2011 à 2013 et renommée géographiquement ensuite en East et West dès 2014. Les divisions ont été éliminées après la saison 2023.
Ohio State a remporté 10 titres de division dont 4 à égalité (†). A trois reprises, ils n'ont pu disputer la finale de conférence à la suite des critères de départage intervenant lorsque des équipes terminent champion de division à égalité.
| Saison | Division        | Entraîneur    | Adversaire                                              | Finale de conférence                                    | Finale de conférence |
| ------ | --------------- | ------------- | ------------------------------------------------------- | ------------------------------------------------------- | -------------------- |
| Saison | Division        | Entraîneur    | Adversaire                                              | Adversaire                                              | Résultat             |
| 2012   | Big Ten Leaders | Urban Meyer   | Non éligible à la suite de sanction de la NCAA          | Non éligible à la suite de sanction de la NCAA          |                      |
| 2013   | Big Ten Leaders | Urban Meyer   | Michigan State                                          | P, 24–34                                                |                      |
| 2014   | Big Ten East    | Urban Meyer   | Wisconsin                                               | G, 59–0                                                 |                      |
| 2015 † | Big Ten East    | Urban Meyer   | Finale jouée par Michigan State (critères de départage) | Finale jouée par Michigan State (critères de départage) |                      |
| 2016 † | Big Ten East    | Urban Meyer   | Finale jouée par Penn State (critères de départage)     | Finale jouée par Penn State (critères de départage)     |                      |
| 2017   | Big Ten East    | Urban Meyer   | Wisconsin                                               | G, 27–21                                                |                      |
| 2018 † | Big Ten East    | Urban Meyer   | Northwestern                                            | G, 45–24                                                |                      |
| 2019   | Big Ten East    | Ryan Day (en) | Wisconsin                                               | G, 34–21                                                |                      |
| 2020   | Big Ten East    | Ryan Day (en) | Northwestern                                            | G, 22–10                                                |                      |
| 2021 † | Big Ten East    | Ryan Day (en) | Finale jouée par Michigan (critères de départage)       | Finale jouée par Michigan (critères de départage)       |                      |
Saisons sans défaite
| Saison | Bilans | Bilans | Entraîneur       |
| ------ | ------ | ------ | ---------------- |
| Saison | Global | Big 10 | Entraîneur       |
| 1899   | 09–0–1 | –      | John B. Eckstorm |
| 1916   | 07–0–0 | 4–0–0  | John Wilce       |
| 1917   | 08–0–1 | 4–0–0  | John Wilce       |
| 1944   | 09–0–0 | 6–0–0  | Carroll Widdoes  |
| 1954   | 10–0–0 | 7–0–0  | Woody Hayes      |
| 1961   | 08–0–1 | 6–0–0  | Woody Hayes      |
| 1968   | 10–0–0 | 7–0–0  | Woody Hayes      |
| 1973   | 10–0–1 | 7–0–1  | Woody Hayes      |
| 2002   | 14–0–0 | 8–0–0  | Jim Tressel      |
| 2012   | 12–0–0 | 8–0–0  | Urban Meyer      |

## Bowls
Ohio State a participé à 59 bowls et en a rapporté 30 pour 29 défaites.
| † | Record d'assistance du Bowl        |
| ‡ | Ancien record d'assistance du Bowl |
| § | Match du College Football Playoff  |
| * | Finale de la NCAA Division I FBS   |

| G | Victoire |
| P | Défaite  |
| N | Nul      |

| #  | Saison | Bowl                                        | Date             | Adversaire                      | Score      | Assistance | Entraîneur                  |
| -- | ------ | ------------------------------------------- | ---------------- | ------------------------------- | ---------- | ---------- | --------------------------- |
| 1  | 1920   | Rose Bowl 1921                              | 1er janvier 1921 | Golden Bears de la Californie   | P, 28–0    | 42 000 ‡   | John Wilce (en)             |
| 2  | 1949   | Rose Bowl 1950                              | 1er janvier 1950 | Golden Bears de la Californie   | G, 17–14   | 100 963 ‡  | Wes Fesler (en)             |
| 3  | 1954   | Rose Bowl 1955                              | 1er janvier 1955 | Trojans de l'USC                | G, 20–07   | 89 191     | Woody Hayes (en)            |
| 4  | 1957   | Rose Bowl 1958                              | 1er janvier 1958 | Ducks de l'Oregon               | G, 10–07   | 98 201     | Woody Hayes (en)            |
| 5  | 1968   | Rose Bowl 1969                              | 1er janvier 1969 | Trojans de l'USC                | G, 27–16   | 102 063    | Woody Hayes (en)            |
| 6  | 1970   | Rose Bowl 1971                              | 1er janvier 1971 | Indians de Stanford             | P, 27–17   | 103 839    | Woody Hayes (en)            |
| 7  | 1972   | Rose Bowl 1973                              | 1er janvier 1973 | Trojans de l'USC                | P, 42–17   | 106 869 †  | Woody Hayes (en)            |
| 8  | 1973   | Rose Bowl 1974                              | 1er janvier 1974 | Trojans de l'USC                | G, 42–21   | 105 267    | Woody Hayes (en)            |
| 9  | 1974   | Rose Bowl 1975                              | 1er janvier 1975 | Trojans de l'USC                | P, 18–17   | 106 721    | Woody Hayes (en)            |
| 10 | 1975   | Rose Bowl 1976                              | 1er janvier 1976 | Bruins de l'UCLA                | P, 23–10   | 105 464    | Woody Hayes (en)            |
| 11 | 1976   | Orange Bowl 1977                            | 1er janvier 1977 | Buffaloes du Colorado           | G, 27–10   | 65 537     | Woody Hayes (en)            |
| 12 | 1977   | Sugar Bowl 1978                             | 2 janvier 1978   | Crimson Tide de l'Alabama       | P, 35–06   | 76 811     | Woody Hayes (en)            |
| 13 | 1978   | Gator Bowl 1978                             | 29 décembre 1978 | Tigers de Clemson               | P, 17–15   | 72 011     | Woody Hayes (en)            |
| 14 | 1979   | Rose Bowl 1980                              | 1er janvier 1980 | Trojans de l'USC                | P, 17–16   | 105 526    | Earle Bruce (en)            |
| 15 | 1980   | Fiesta Bowl 1980                            | 26 décembre 1980 | Nittany Lions de Penn State     | P, 31–19   | 66 738 ‡   | Earle Bruce (en)            |
| 16 | 1981   | Liberty Bowl 1981                           | 30 décembre 1981 | Midshipmen de la Navy           | G, 31–28   | 43 216     | Earle Bruce (en)            |
| 17 | 1982   | Holiday Bowl 1982                           | 17 décembre 1982 | Cougars de BYU                  | G, 47–17   | 52 533 ‡   | Earle Bruce (en)            |
| 18 | 1983   | Fiesta Bowl 1984                            | 2 janvier 1984   | Panthers de Pittsburgh          | G, 28–23   | 66 484     | Earle Bruce (en)            |
| 19 | 1984   | Rose Bowl 1985                              | 1er janvier 1985 | Trojans de l'USC                | P, 20–17   | 102 594    | Earle Bruce (en)            |
| 20 | 1985   | Florida Citrus Bowl 1985                    | 28 décembre 1985 | Cougars de BYU                  | G, 10–07   | 50 920     | Earle Bruce (en)            |
| 21 | 1986   | Cotton Bowl Classic 1987                    | 1er janvier 1987 | Aggies de Texas A&M             | G, 28–12   | 74 188     | Earle Bruce (en)            |
| 22 | 1989   | Hall of Fame Bowl 1990                      | 1er janvier 1990 | Tigers d'Auburn                 | P, 31–14   | 52 535     | John Cooper (en)            |
| 23 | 1990   | Liberty Bowl 1990                           | 27 décembre 1990 | Falcons de l'Air Force          | P, 23–11   | 13 144     | John Cooper (en)            |
| 24 | 1991   | Hall of Fame Bowl 1992                      | 1er janvier 1992 | Orange de Syracuse              | P, 24–17   | 57 789     | John Cooper (en)            |
| 25 | 1992   | Florida Citrus Bowl 1993                    | 1er janvier 1993 | Bulldogs de la Géorgie          | P, 21–14   | 65 816     | John Cooper (en)            |
| 26 | 1993   | Holiday Bowl 1993                           | 30 décembre 1993 | Cougars de BYU                  | G, 28–21   | 52 108     | John Cooper (en)            |
| 27 | 1994   | Florida Citrus Bowl 1995                    | 2 janvier 1995   | Crimson Tide de l'Alabama       | P, 24–17   | 71 195     | John Cooper (en)            |
| 28 | 1995   | Florida Citrus Bowl 1996                    | 2 janvier 1996   | Volunteers du Tennessee         | P, 20–14   | 70 797     | John Cooper (en)            |
| 29 | 1996   | Rose Bowl 1997                              | 1er janvier 1997 | Sun Devils d'Arizona State      | G, 20–17   | 100 635    | John Cooper (en)            |
| 30 | 1997   | Sugar Bowl 1998                             | 1er janvier 1998 | Seminoles de Florida State      | P, 31–14   | 67 289     | John Cooper (en)            |
| 31 | 1998   | Sugar Bowl 1999                             | 1er janvier 1999 | Aggies de Texas A&M             | G, 24–14   | 76 503     | John Cooper (en)            |
| 32 | 2000   | Outback Bowl 2001                           | 1er janvier 2001 | Gamecocks de la Caroline du Sud | P, 24–07   | 65 299     | John Cooper (en)            |
| 33 | 2001   | Outback Bowl 2002                           | 1er janvier 2002 | Gamecocks de la Caroline du Sud | P, 31–28   | 66 249 †   | Jim Tressel (en)            |
| 34 | 2002   | Fiesta Bowl 2003 *                          | 3 janvier 2003   | Hurricanes de Miami             | G, 312ET24 | 77 502     | Jim Tressel (en)            |
| 35 | 2003   | Fiesta Bowl 2004                            | 2 janvier 2004   | Wildcats de Kansas State        | G, 35–28   | 73 425     | Jim Tressel (en)            |
| 36 | 2004   | Alamo Bowl 2004                             | 29 décembre 2004 | Cowboys d'Oklahoma State        | G, 33–07   | 65 265     | Jim Tressel (en)            |
| 37 | 2005   | Fiesta Bowl 2006                            | 2 janvier 2006   | Fighting Irish de Notre Dame    | G, 34–20   | 76 196     | Jim Tressel (en)            |
| 38 | 2006   | BCS National Championship Game 2007 *       | 8 janvier 2007   | Gators de la Floride            | P, 41–14   | 74 628 ‡   | Jim Tressel (en)            |
| 39 | 2007   | BCS National Championship Game 2008 *       | 7 janvier 2008   | Tigers de LSU                   | P, 38–24   | 79 651 ‡   | Jim Tressel (en)            |
| 40 | 2008   | Fiesta Bowl 2009                            | 5 janvier 2009   | Longhorns du Texas              | P, 24–21   | 72 047     | Jim Tressel (en)            |
| 41 | 2009   | Rose Bowl 2010                              | 1er janvier 2010 | Ducks de l'Oregon               | G, 26–17   | 93 963     | Jim Tressel (en)            |
| 42 | 2010   | Sugar Bowl 2011                             | 4 janvier 2011   | Razorbacks de l'Arkansas        | G, 31–26 * | 73 879     | Jim Tressel (en)            |
| 43 | 2011   | Gator Bowl 2012                             | 2 janvier 2012   | Gators de la Floride            | P, 24–17   | 61 312     | Luke Fickell (en) (intérim) |
| 44 | 2013   | Orange Bowl 2014 (janvier)                  | 3 janvier 2014   | Tigers de Clemson               | P, 40–35   | 72 080     | Urban Meyer                 |
| 45 | 2014   | Sugar Bowl 2015 §                           | 1er janvier 2015 | Crimson Tide de l'Alabama       | G, 42–35   | 74 682     | Urban Meyer                 |
| 46 | 2014   | College Football Championship Game 2015 *   | 12 janvier 2015  | Ducks de l'Oregon               | G, 42–20   | 85 689     | Urban Meyer                 |
| 47 | 2015   | Fiesta Bowl 2016                            | 1er janvier 2016 | Fighting Irish de Notre Dame    | G, 44–28   | 71 123     | Urban Meyer                 |
| 48 | 2016   | Fiesta Bowl 2016 §                          | 31 décembre 2016 | Tigers de Clemson               | P, 31–0    | 70 236     | Urban Meyer                 |
| 49 | 2017   | Cotton Bowl Classic 2017                    | 29 décembre 2017 | Trojans de l'USC                | G, 24–07   | 67 510     | Urban Meyer                 |
| 50 | 2018   | Rose Bowl 2019                              | 1er janvier 2019 | Huskies de Washington           | G, 28–23   | 91 853     | Urban Meyer                 |
| 51 | 2019   | Fiesta Bowl 2019 §                          | 28 décembre 2019 | Tigers de Clemson               | P, 29–23   | 71 330     | Ryan Day (en)               |
| 52 | 2020   | Sugar Bowl 2021 §                           | 1er janvier 2021 | Tigers de Clemson               | G, 49-28   | 2          | Ryan Day (en)               |
| 53 | 2020   | College Football Championship Game 2021 *   | 11 janvier 2021  | Crimson Tide de l'Alabama       | P, 24-52   | 14 926     | Ryan Day (en)               |
| 54 | 2021   | Rose Bowl 2022                              | 1er janvier 2022 | Utes de l'Utah                  | G, 48-45   | 87 842     | Ryan Day (en)               |
| 55 | 2022   | Peach Bowl 2022 §                           | 31 décembre 2022 | Bulldogs de la Géorgie          | P, 41-42   | 79 330     | Ryan Day (en)               |
| 56 | 2023   | Cotton Bowl Classic 2023                    | 29 décembre 2023 | Tigers du Missouri              | P, 03-14   | 70 114     | Ryan Day (en)               |
| 57 | 2024   | Rose Bowl 2025 (¼ de finale du CFP)         | 1er janvier 2025 | Ducks de l'Oregon               | G, 41-21   | 90 732     | Ryan Day (en)               |
| 58 | 2024   | Cotton Bowl Classic 2025 (½ finale du CFP ) | 10 janvier 2025  | Longhorns du Texas              | G, 28-14   | 74 527     | Ryan Day (en)               |
| 59 | 2024   | College Football Championship Game 2025 *   | 20 janvier 2025  | Fighting Irish de Notre Dame    | G, 34-23   | 77 660     | Ryan Day (en)               |

## Entraîneurs
| † | Intronisé au College Football Hall of Fame |
| # | Numéro d'ordre des entraîneurs             |
| #    | Nom                      | Mandat             | Saison régulière | Saison régulière | Saison régulière | Saison régulière | Saison régulière | Matchs de conférence | Matchs de conférence | Matchs de conférence | Matchs de conférence | Bowls | Bowls | Finales de conférence | Finales de conférence | Titres                           | Trophées |
| ---- | ------------------------ | ------------------ | ---------------- | ---------------- | ---------------- | ---------------- | ---------------- | -------------------- | -------------------- | -------------------- | -------------------- | ----- | ----- | --------------------- | --------------------- | -------------------------------- | --- |
| #    | Nom                      | Mandat             | Nb.              | G                | D                | N                | %                | G                    | D                    | N                    | %                    | G     | D     | G                     | D                     | Titres                           | Trophées |
| 1    | Alexander Lilley (en)    | 1890–1891          | 8                | 3                | 5                | 0                | 37,5             | —                    | —                    | —                    | —                    | —     | —     | —                     | —                     | —                                | — |
| 2    | Frederick Ryder (en)     | 1892–1895, 1898    | 46               | 22               | 22               | 1                | 50,0             | —                    | —                    | —                    | —                    | —     | —     | —                     | —                     | —                                | — |
| 3    | Charles Hickey (en)[A 1] | 1896               | 11               | 5                | 5                | 1                | 50,0             | —                    | —                    | —                    | —                    | —     | —     | —                     | —                     | —                                | — |
| 4    | David Edwards (en)       | 1897               | 9                | 1                | 7                | 1                | 16,7             | —                    | —                    | —                    | —                    | —     | —     | —                     | —                     | —                                | — |
| 5    | John Eckstorm (en)       | 1899–1901          | 29               | 22               | 4                | 3                | 81,0             | —                    | —                    | —                    | —                    | —     | —     | —                     | —                     | —                                | — |
| 6    | Perry Hale (en)          | 1902–1903          | 21               | 14               | 5                | 2                | 71,4             | 5                    | 2                    | 0                    | 71,4                 | —     | —     | —                     | —                     | —                                | — |
| 7    | Edwin Sweetland (en)     | 1904–1905          | 23               | 14               | 7                | 2                | 65,2             | 4                    | 1                    | 1                    | 75,0                 | —     | —     | —                     | —                     | —                                | — |
| 8    | Albert Herrnstein (en)   | 1906–1909          | 39               | 28               | 10               | 1                | 73,1             | 17                   | 6                    | 1                    | 72,9                 | —     | —     | 1                     | —                     | —                                | — |
| 9    | Howard Jones (en) †      | 1910               | 10               | 6                | 1                | 3                | 75,0             | 5                    | 1                    | 2                    | 75,0                 | —     | —     | —                     | —                     | —                                | — |
| 10   | Harry Vaughan (en)       | 1911               | 10               | 5                | 3                | 2                | 60,0             | 4                    | 1                    | 2                    | 71,4                 | —     | —     | —                     | —                     | —                                | — |
| 11   | John Richards (en)       | 1912               | 9                | 6                | 3                | 0                | 66,7             | 5                    | 0                    | 0                    | 100                  | —     | —     | 1                     | —                     | —                                | — |
| 12   | John Wilce (en) †        | 1913–1928          | 120              | 78               | 33               | 9                | 68,8             | 37                   | 30                   | 4                    | 54,9                 | 0     | 1     | 3                     | —                     | —                                | — |
| 13   | Sam Willaman (en)        | 1929–1933          | 41               | 26               | 10               | 5                | 69,5             | 14                   | 8                    | 4                    | 61,5                 | —     | —     | —                     | —                     | —                                | — |
| 14   | Francis Schmidt (en) †   | 1934–1940          | 56               | 39               | 16               | 1                | 70,5             | 30                   | 9                    | 1                    | 76,3                 | —     | —     | 2                     | —                     | —                                | — |
| 15   | Paul Brown               | 1941–1943          | 27               | 18               | 8                | 1                | 68,5             | 9                    | 6                    | 1                    | 59,4                 | —     | —     | 1                     | —                     | 1 (1942)                         | — |
| 16   | Carroll Widdoes (en)     | 1944–1945          | 18               | 16               | 2                | 0                | 88,9             | 11                   | 2                    | 0                    | 84,6                 | —     | —     | 1                     | —                     | —                                | Entraîneur de la saison 1944 par l'AFCA                                                                                              |
| 17   | Paul Bixler (en)         | 1946               | 9                | 4                | 3                | 2                | 55,6             | 2                    | 3                    | 1                    | 41,7                 | —     | —     | —                     | —                     | —                                | — |
| 18   | Wes Fesler (en) †        | 1947–1950          | 37               | 21               | 13               | 3                | 60,8             | 13                   | 10                   | 2                    | 56,0                 | 1     | 0     | 1                     | —                     | —                                | — |
| 19   | Woody Hayes (en) †       | 1951–1978          | 276              | 205              | 61               | 10               | 76,1             | 152                  | 37                   | 7                    | 79,3                 | 5     | 6     | 13                    | —                     | 5 (1954, 1957, 1961, 1968, 1970) | Entraîneur de la saison 1957 par l'AFCA Eddie Robinson Coach of the Year 1957, 1968 et 1975 Walter Camp Coach of the Year 1968       |
| 20   | Earle Bruce (en)†        | 1979–1987          | 108              | 81               | 26               | 1                | 75,5             | 57                   | 17                   | 0                    | 77,0                 | 5     | 3     | 4                     | —                     | —                                | Entraîneur de la saison 1979 par l'AFCA Eddie Robinson Coach of the Year 1979 Woody Hayes Trophy 1979[7]                             |
| 21   | John Cooper (en)†        | 1988–2000          | 158              | 111              | 43               | 4                | 71,5             | 70                   | 30                   | 4                    | 69,2                 | 3     | 8     | 3                     | —                     | —                                | — |
| 22   | Jim Tressel (en)[A 2],†  | 2001–2010          | 128              | 94               | 22               | —                | 81,0             | 59                   | 14                   | —                    | 80,8                 | 5     | 4     | 6                     | —                     | 1 (2002)                         | Entraîneur de la saison 2002 par l'AFCA Eddie Robinson Coach of the Year 2002 Paul Bear Bryant Award 2002 Woody Hayes Trophy 2002[7] |
| Int. | Luke Fickell (en)[A 3]   | 2011               | 13               | 6                | 7                | —                | 46,2             | 3                    | 5                    | —                    | 36,5                 | 0     | 1     | —                     | —                     | —                                | — |
| 23   | Urban Meyer†             | 2012–2018          | 92               | 83               | 9                | —                | 90,2             | 54                   | 4                    | —                    | 93,1                 | 5     | 2     | 3                     | 7                     | 1 (2014)                         | Woody Hayes Trophy (2012)[7] |
| 24   | Ryan Day (en)[A 4]       | 2018, 2019–présent | 80               | 70               | 10               | —                | 87,2             | 46                   | 5                    | —                    | 90,2                 | 24    | 3     | 2                     | 3                     | 1 (2024)                         | — |
1. ↑  Charles Hickey est engagé au cours de la saison 1896 et cet étudiant a entraîné l'équipe plusieurs matchs
2. ↑  Ohio State termine la saison 2010 avec un bilan global de 12-1 (7-1 en conférence). Ohio State a volontairement abandonné toutes ses victoires dont le Sugar Bowl 2011 ainsi que le titre de champion de conférence à la suite des infractions commises par rapport aux règles de la NCAA
3. ↑  Luke Fickell est désigné intérimaire en mai 2011 après la démission de Jim Tressel
4. ↑  Ryan Day est désigné entraîneur principal à l'occasion des trois matchs de suspension infligés à Urban Meyer au début de la saison 2018. Ses statistiques prennent en compte ces trois rencontres[8].

## Numéros retirés
| N° | Nom                 | Poste        | Saisons       | Année intronisation | Réf. |
| -- | ------------------- | ------------ | ------------- | ------------------- | ---- |
| 22 | Les Horvath (en)    | RB           | 1940–42, 1944 | 2000                | [9]  |
| 27 | Eddie George        | RB           | 1992–95       | 2001                | [9]  |
| 31 | Vic Janowicz (en)   | HB           | 1949–51       | 2000                | [9]  |
| 40 | Howard Cassady (en) | HB           | 1952–55       | 2000                | [9]  |
| 45 | Archie Griffin      | RB           | 1972–75       | 1999                | [9]  |
| 47 | Chic Harley (en)    | HB, QB, E, K | 1916–17, 1919 | 2004                | [9]  |
| 99 | Bill Willis (en)    | DL           | 1942–44       | 2007                | [9]  |

## Buckeyes au College Football Hall of Fame
| Nom                | Poste            | Intronisation |
| ------------------ | ---------------- | ------------- |
| Howard Jones       | Entraîneur       | 1951          |
| Chic Harley        | Halfback/QB      | 1951          |
| Wes Fesler         | End              | 1954          |
| John Wilce         | Entraîneur       | 1954          |
| Les Horvath        | Halfback/QB      | 1969          |
| Bill Willis        | Defensive tackle | 1971          |
| Francis Schmidt    | Entraîneur       | 1971          |
| Ernie Godfrey      | Asst. Entraîneur | 1972          |
| Gaylord Stinchcomb | Halfback/QB      | 1973          |
| Jim Parker         | Offensive tackle | 1974          |
| Gust Zarnas        | Offensive guard  | 1975          |
| Vic Janowicz       | Halfback         | 1976          |
| Jim Daniell        | Offensive tackle | 1977          |
| Gomer Jones        | Center           | 1978          |
| Howard Cassady     | Halfback         | 1979          |
| Woody Hayes        | Entraîneur       | 1983          |
| Warren Amling      | Offensive guard  | 1984          |
| Archie Griffin     | Running back     | 1986          |
| Doyt Perry         | Asst. Entraîneur | 1988          |
| Sid Gillman        | Asst. Entraîneur | 1989          |
| Aurealius Thomas   | Offensive guard  | 1989          |

| Nom             | Poste                | Intronisation |
| --------------- | -------------------- | ------------- |
| Jim Stillwagon  | Defensive tackle     | 1991          |
| Bo Schembechler | Asst. Entraîneur     | 1993          |
| Bob Ferguson    | Fullback             | 1996          |
| Randy Gradishar | Linebacker           | 1998          |
| John Hicks      | Offensive tackle     | 2001          |
| Earle Bruce     | Entraîneur           | 2002          |
| Jack Tatum      | Safety               | 2004          |
| Jim Houston     | Defensive end        | 2005          |
| Rex Kern        | Quarterback          | 2007          |
| John Cooper     | Entraîneur           | 2008          |
| Chris Spielman  | Linebacker           | 2009          |
| Eddie George    | Running back         | 2011          |
| Orlando Pace    | Offensive tackle     | 2013          |
| Jim Tressel     | Entraîneur           | 2015          |
| Tom Cousineau   | Linebacker           | 2016          |
| Keith Byars     | Halfback             | 2020          |
| Rudy Hubbard    | Asst. Entraîneur     | 2021          |
| Mike Doss       | Safety               | 2022          |
| Chris Ward      | Offensive tackle     | 2024          |
| Urban Meyer     | Entraîneur principal | 2025          |

## Buckeyes au Pro Football Hall of Fame
| Nom              | Poste      | Intronisation |
| ---------------- | ---------- | ------------- |
| Paul Brown       | Entraîneur | 1967          |
| Jim Parker       | OT         | 1973          |
| Lou Groza        | K          | 1974          |
| Dante Lavelli    | End        | 1975          |
| Bill Willis (en) | DT         | 1977          |
| Sid Gillman (en) | Entraîneur | 1983          |
| Paul Warfield    | WR         | 1983          |
| Dick LeBeau      | CB         | 2010          |
| Cris Carter      | WR         | 2013          |
| Orlando Pace     | OT         | 2016          |
| Randy Gradishar  | LB         | 2024          |

## Trophées et récompenses

### Trophée Heisman
Les Buckeyes ont remporté sept (7) Trophée Heisman ce qui les met à égalité avec les Sooners de l'Oklahoma et le Fighting Irish de Notre Dame. Archie Griffin est le seul à avoir remporté le trophée à deux reprises
| Saison | Nom                            | Poste | Classe | Points |
| ------ | ------------------------------ | ----- | ------ | ------ |
| 1944   | Les Horvath (en)               | RB    | Senior | 412    |
| 1950   | Vic Janowicz (en)              | RB    | Junior | 633    |
| 1955   | Howard "Hopalong" Cassady (en) | RB    | Senior | 2 219  |
| 1974   | Archie Griffin                 | RB    | Junior | 1 920  |
| 1975   | Archie Griffin (2)             | RB    | Senior | 1 800  |
| 1995   | Eddie George                   | RB    | Senior | 1 460  |
| 2006   | Troy Smith                     | QB    | Senior | 2 540  |

### Autres trophées
| - Lombardi Award - 1970 : Jim Stillwagon - 1973 : John Hicks - 1987 : Chris Spielman - 1995 : Orlando Pace - 1996 : Orlando Pace - 2005 : A. J. Hawk - Maxwell Award - 1955 : Howard Cassady - 1961 : Bob Ferguson - 1975 : Archie Griffin - 1995 : Eddie George - Outland Trophy - 1956 : Jim Parker - 1970 : Jim Stillwagon - 1973 : John Hicks - 1996 : Orlando Pace - Walter Camp Award : - 1974 : Archie Griffin - 1975 : Archie Griffin - 1995 : Eddie George - 2006 : Troy Smith - Fred Biletnikoff Award : - 1995 : Terry Glenn - 2023 : Marvin Harrison Jr. | - Bronko Nagurski Trophy : - 2006 : James Laurinaitis - 2019 : Chase Young - Dick Butkus Award : - 1997 : Andy Katzenmoyer - 2007 : James Laurinaitis - Jim Thorpe Award : - 1998 : Antoine Winfield Sr. - 2008 : Malcolm Jenkins - Dave Rimington Trophy : - 2001 : LeCharles Bentley - 2016 : Pat Elflein - 2017 : Billy Price - 2024 : Seth McLaughlin - Nagurski–Woodson Defensive Player of the Year : - 1992 : Steve Tovar - 1993 : Dan Wilkinson - 1996 : Shawn Springs - 2002 : Mike Doss - 2003 : Will Smith - 2005 : A. J. Hawk - 2007 : James Laurinaitis - 2008 : James Laurinaitis (2) - 2012 : John Simon - 2014 : Joey Bosa - 2019 : Chase Young | - Doak Walker Award : - 1995 : Eddie George - Ray Guy Award : - 2003 : B. J. Sander - Lou Groza Award : - 2004 : Mike Nugent - Davey O'Brien Award : - 2006 : Troy Smith - Lott Trophy : - 2008 : James Laurinaitis - James E. Sullivan Award : - 2014 : Ezekiel Elliott - Chuck Bednarik Award - 2019 : Chase Young - Ted Hendricks Award - 2019 : Chase Young |

## Rivalités
| Équipe rivale                 | Surnom de la rivalité               | Trophée de la rivalité | Bilan des Buckeyes | Bilan des Buckeyes | Bilan des Buckeyes | Bilan des Buckeyes | Bilan des Buckeyes | Bilan des Buckeyes | Premier match | Dernier match |
| ----------------------------- | ----------------------------------- | ---------------------- | ------------------ | ------------------ | ------------------ | ------------------ | ------------------ | ------------------ | ------------- | ------------- |
| Équipe rivale                 | Surnom de la rivalité               | Trophée de la rivalité | Nb.                | V.                 | D.                 | N.                 | A.                 | %                  | Premier match | Dernier match |
| Wolverines du Michigan        | The Game                            | -                      | 120                | 51                 | 62                 | 6                  | 1                  | 42,5               | 1897          | 2024          |
| Fighting Illini de l'Illinois | Illibuck (en)                       | Illibuck Trophy        | 103                | 68                 | 30                 | 4                  | 1                  | 66,0               | 1902          | 2017          |
| Nittany Lions de Penn State   | Rivalité Ohio State-Penn State (en) | -                      | 40                 | 25                 | 14                 | 0                  | 0                  | 62,5               | 1912          | 2024          |

### Michigan

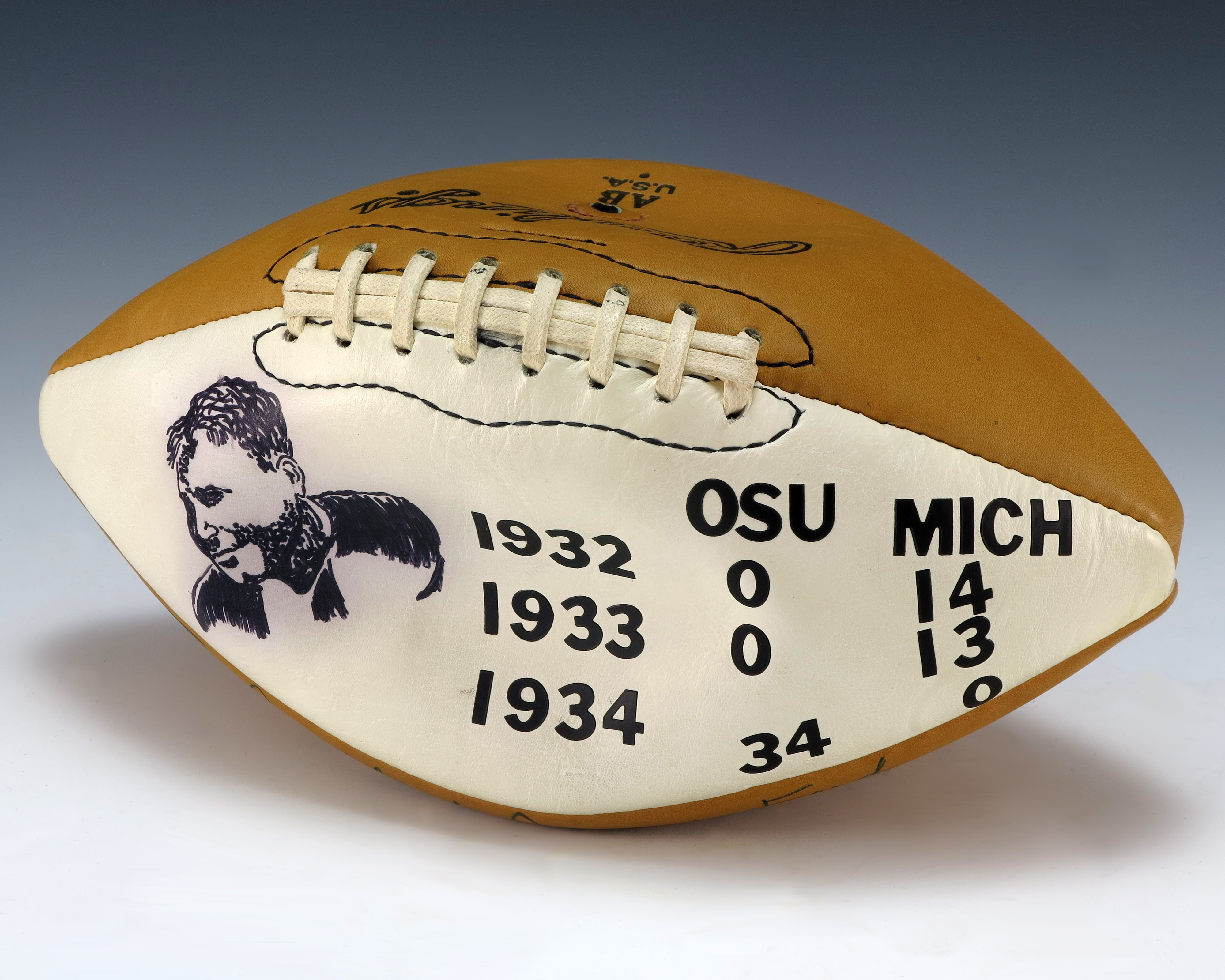
Un ballon de football américain signé par Woody Hayes sur lequel est inscrit le pointage des rencontres entre Ohio State et Michigan entre 1932 et 1934

Il s'agit de la plus grosse rivalité (Rivalité Michigan-Ohio State) pour les deux universités. En 2000, elle est classée par ESPN comme la plus importante rivalité sportive d'Amérique du Nord et elle est encore aujourd'hui considérée comme une des plus importantes rivalités du football américain universitaire.
Ces deux équipes cumulent 21 titres nationaux, 78 titres de conférences et 10 trophées Heisman.
Le premier match a eu lieu en 1897 et les deux équipes se rencontrent chaque année depuis la saison 1918, de façon alternative, les années impaires à Columbus dans l'Ohio (dans l'Ohio Stadium depuis 2022) et à Ann Arbor dans le Michigan (dans le Michigan Stadium depuis 1927). Ohio reçoit les années impaires et Michigan les années paires.
La rivalité s'est particulièrement renforcée pendant une période de dix ans (1969-1978) pendant laquelle l'Ohio State était entraîné par Woody Hayes (en) et Michigan par Bo Schembechler (en) (5 victoires pour chaque équipe).
Le match surnommé « The Game » a décerné le titre de champion de la conférence Big Ten à son vainqueur à 22 reprises et il a influencé le titre à 27 autres reprises.
Au terme de la saison 2024, Michigan mène les statistiques avec 62 victoires pour 51 à Ohio State et 6 nuls.
La victoire d'Ohio State en 2010 a été annulée à la suite de violation des règlements de la NCAA (Ohio State a perdu tous les matchs de la saison 2010, certains de ses joueurs principaux s'étant fait tatouer contre rétribution, l'entraîneur principal ayant caché ces pratiques étalées sur plusieurs saisons).

### Illinois

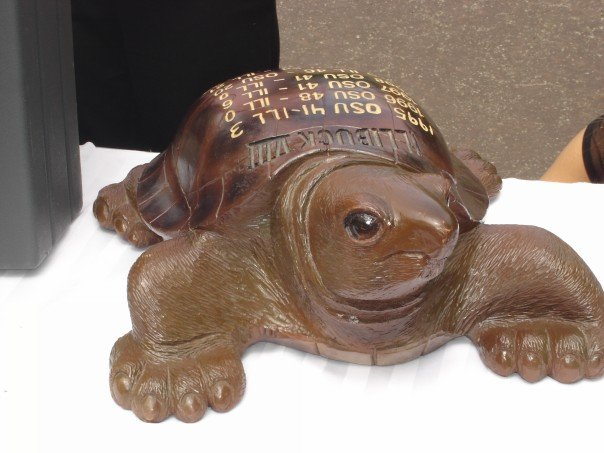
Le vainqueur de la rencontre entre les deux équipes reçoit cette tortue en bois, le Illibuck Trophy.

La première rencontre entre Ohio State et Illinois remonte à 1902, partie ayant terminé 0-0. Lors de la rencontre suivante, Illinois obtient la première victoire de la rivalité, par le pointage 46-0.
Toutefois, la dernière rencontre entre les deux équipes date du 18 novembre 2017. La prochaine rencontre est prévue pour 2024.
En fin de saison 2024, Ohio State mène la série avec un bilan de 68-30-4.

### Penn State
Les Nittany Lions de Penn State a rejoint le Big Ten Conference en 1993 et sont devenus des rivaux des Buckeyes puisqu'ils se rencontrent chaque année.
Fin de saison 2024, Ohio State mène les statistiques avec 25 victoires pour 14 à Penn State.

## Traditions

### Block «O»
Le « Block O » est la plus grande organisation étudiante du campus de l'université d'État de l'Ohio. C'est la section officielle d'encouragement de l'équipe de football américain. Depuis sa création, plusieurs autres sections ont été créées pour répondre à la demande des étudiants des autres sports et notamment le Buckeye NutHouse (basketball masculin et basket-ball féminin), les Buckeye Sluggers (baseball), les Knucklebucks (hockey sur glace masculin), la Connor's Crew (football masculin), le Block O Volleyball, le Block O Gymnastics, le Block O Tennis, le Block O Lacrosse, et la Lutte Block O.
Le « Block O » originel est fondé en 1938 par Clancy Isaac, une pom-pom girl de l'université. Avant les rénovations du stade, il se situait dans la zone Nord du stade avant d'être transféré vers la section 39A de la tribune sud. En 2008, un Block O Nord est recréé dans la section 1A/2A de la tribune Nord.
Le « Block O North » propose l'utilisation de capes tandis que « Block O South » effectue des cascades de pancartes. Ces sections du stade sont réservées aux étudiants et vendent chaque année leur quota de 2 083 billets dans les minutes suivant l'ouverture de la fenêtre de vente. Bien que les places soient limitées à ce nombre, le nombre de membres de l'organisation dépasse 2 500 étudiants. Dans le stade, « Block O » gère de nombreuses acclamations et chansons, notamment « Stadium OHIO » et « O-H-I-O », historiquement initiées par Clancy Isaac.

### Brutus Buckeyes
Brutus Buckeye est la mascotte sportive de l'université d'État de l'Ohio. Brutus a fait ses débuts en 1965 et a périodiquement été relooké tant au niveau du design que vestimentaire. Il se rend à de nombreux événements en rapport avec l'université et fait souvent des apparitions dans la région de Columbus.
Les étudiants d'Ohio State, Ray Bourhis et Sally Huber, ont estimé qu'Ohio State avait besoin d'une mascotte en 1965 et ont convaincu le conseil des sports d'étudier la question. À l’époque, les mascottes étaient généralement des animaux amenés au stade ou dans les salles sportives. Un cerf mâle a été envisagé, mais, comme il était courant à l'époque d'amener des animaux vivants comme mascottes, cela a été rejeté car cela semblait impossible à réaliser. Au lieu de cela, le Buckeye a été sélectionné, car il est l'arbre officiel de l'État de l'Ohio. Ainsi, une simple tête en papier mâché a été fabriquée par les étudiants, reposant sur la tête et le torse d'un figurant avec les jambes dépassant, a fait son apparition lors du match de football contre les Golden Gophers du Minnesota le 30 octobre 1965. Cette posture lourde en papier mâché n'a pas duré et il est bientôt remplacée par une coque en fibre de verre. Le 21 novembre 1965, The Columbus Dispatch rapporte que le conseil des sports avait choisi Brutus Buckeye comme nom de la nouvelle mascotte après un concours dénommé « Name the Buckeye » effectué sur le campus. Ce nom gagnant était l'idée de Kerry J. Reed âgé de 21 ans et alors étudiant à Ohio State. L'organisation estudiantine dénommée « Block O » a accepté de s'occuper de Brutus en décembre 1985. Au début des années 2000, le costume de Brutus a été volé avant un match, obligeant le figurant à poster l'ancien costume.
La mascotte Brutus a une tête de Buckeye avec un chapeau « Block O », une chemise écarlate et grise arborant « Brutus » et « 00 », un pantalon rouge avec une serviette de l'Ohio State suspendue sur le devant et des chaussettes hautes blanches avec des chaussures noires. Les figurant sont des étudiants et étudiantes de l'université.

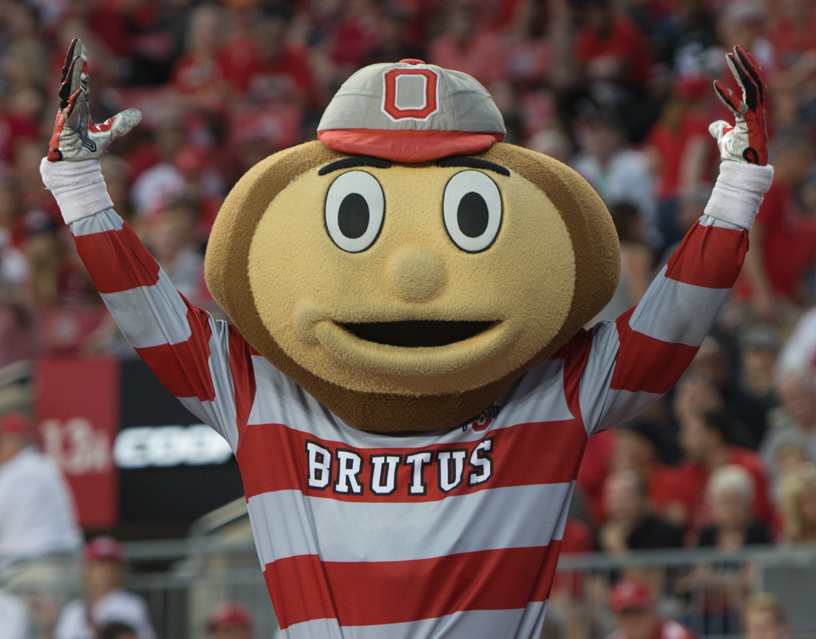
Brutus Buckeye, lors du match contre l'Army en septembre 2017.
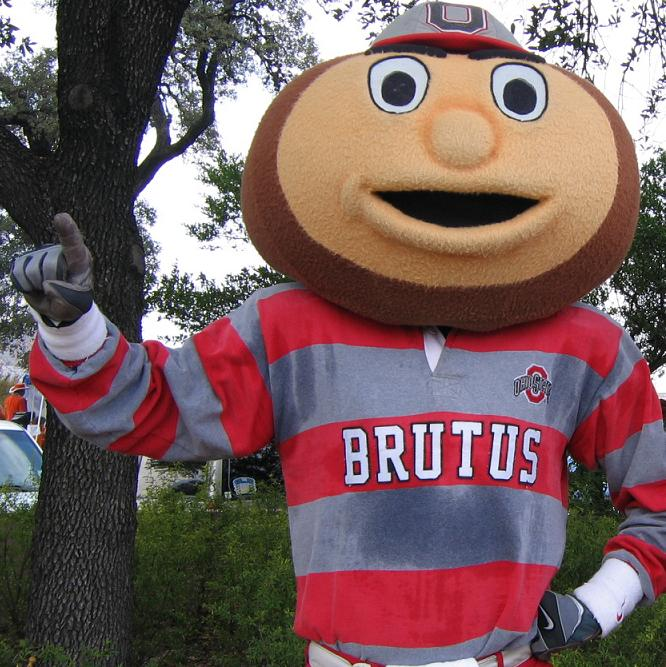
Brutus en déplacement à Austin lors du match contre Texas en septembre 2006.

### Chants de guerre

#### Across the Field
Across the Field est la plus ancienne des deux chants de combat de l'université d'État de l'Ohio. Bien que les paroles fassent référence à l'héroïsme du football américain et qu'elles aient été composées par le directeur général de l'équipe de football américain de l'époque, William A. Dougherty, Jr., la chanson est utilisée par l'ensemble des équipes sportives des Buckeyes. La chanson est apparue pour la première fois avant le match de football américain du 16 octobre 1915 contre les Fighting Illini de l'Illinois.
Fight the team a -- cross the field

Show them O -- hi -- o's here

Set the Earth re -- ver -- ber -- a -- ting

With a might -- y cheer

RAH! RAH! RAH!

Hit them hard and see how they fall

Ne -- ver let that team get the ball

Hail! Hail! The gang's all here

So let's win that old con -- ference now!
— Across the Field<

#### Buckeye Battle Cry
Le chant Buckeye Battle Cry a été composé par l'interprète et compositeur Frank Crumit, lequel avait participé à un concours en 2019 organisé lors de la planification de la construction du stade. Chaque match de football au stade de l'Ohio commence par l'entrée de la fanfare de l'université, interprétant cette chanson, les membres du groupe terminant sur un couplet chanté A capella.La chanson est également jouée après chaque points marqué par les Buckeyes.
Certaines anciennes versions des paroles ne comprennent pas les termes « COME ON OHIO ! », mais plutôt « O-HI-O », les fans reprenant ces syllabes en effectuant des mouvements de bras. Néanmoins, la fanfare chante « Come On Ohio » lorsqu'ils pénètrent dans le stade avant le match, la chanson comptant le couplet suivi de deux répétitions du refrain.
Vidéo
In old Ohio there’s a team

That’s known thru-out the land;

Eleven warriors, brave and bold,

Whose fame will ever stand.

And when the ball goes over,

Our cheers will reach the sky,

Ohio field will hear again

The Buckeye Battle Cry-

Drive! Drive on down the field,

Men of the scarlet and gray;

Don’t let them thru that line,

We have to win this game today,

Come on, Ohio!

Smash through to victory.

We cheer you as you go:

Our honor defend

So we’ll fight to the end for O-hi-o.
— Buckeye Battle Cry

#### Carmen Ohio
Carmen Ohio (en) est la chanson universitaire la plus ancienne encore utilisée par l'université d'État de l'Ohio. La chanson a été composée par Fred Cornell, athlète de première année et membre du Men's Glee Club, en 1902 ou 1903. Selon certains récits, il l'a composée pendant le trajet en train depuis Ann Arbor, Michigan, après qu'Ohio State ait subi une défaite 86 à 0 contre les Wolverines du Michigan. La chanson est réglée sur l'air de Spanish Hymn ou Spanish Chant. Le Men's Glee Club l'a jouée pour la première fois en 1903 mais elle n'a gagné en popularité qu'après sa publication dans The Lantern  le 10 octobre 1906. Lors du match de football Ohio State-Michigan suivant, le 20 octobre 1906, Carmen Ohio a été publiée dans le programme. En 1915, Cornell a rappelé qu'il avait écrit la chanson en 1903 à la demande du Men's Glee Club, et d'autres membres de la famille ont déclaré plus tard que l'histoire du train pourrait être une exagération ou une pure invention. Actuellement, après chaque match de football à domicile au stade de l'Ohio, qu'il soit gagné ou perdu, l'équipe de football et la foule chantent le premier couplet de Carmen Ohio, accompagnés par la fanfare de l'université. Il est également chanté par les nouveaux diplômés à la fin des cérémonies d'ouverture de l'université et après la remise des diplômes.
Le directeur de la fanfare Jack Evans et l'arrangeur Richard Heine ont adapté la chanson à la fanfare. Le son des carillons du clocher d'Orton Hall (eux-mêmes basés sur ceux de Westminster) a été ajouté en guise d'introduction à la chanson.
Oh come let's sing Ohio's praise

And songs to Alma Mater raise

While our hearts rebounding thrill

With joy which death alone can still

Summer's heat or winter's cold

The seasons pass the years will roll

Time and change will surely show

How firm thy friendship ... OHIO !

These jolly days of priceless worth

By far the gladdest days on earth

Soon will pass and we not know

How dearly we love Ohio

We should strive to keep thy name

Of fair repute and spotless fame

So in college halls we'll grow

And love thee better ... OHIO !

Though age may dim our mem'ry's store

We'll think of happy days of yore

True to friend and frank to foe

As sturdy sons of Ohio

If on seas of care we roll

Neath blackened sky or barren shoal

Thoughts of thee bid darkness go

Dear Alma Mater ... OHIO !
— Carmen Ohio

### Hang On Sloopy
Hang On Sloopy est une chanson écrite par Wes Farrell (en) et Bert Berns. Elle est enregistrée pour la première fois en 1964 par le groupe de soul The Vibrations (en) sous son titre original, My Girl Sloopy. Sa version la plus célèbre est celle du groupe The McCoys avec le guitariste soliste et chanteur Rick Derringer, qui se classe en tête des ventes aux États-Unis en octobre 1965.
Cette chanson va être associée à l'université de l'Étatd de l'Ohio après que sa fanfare ait commencé à la jouer lors de matchs de football américain. Elle est jouée pour la première fois le 9 octobre 1965, après qu'un arrangeur, John Tatgenhorst, ait supplié le responsable de la fanfare d'essayer de la jouer. Après l'avoir finalement convaincu, Tatgenhorst a préparé un arrangement et le groupe a joué la chanson devant le stade. À la suite de la réaction du public, le groupe a commencé à le jouer lors de chaque match. La chanson est traditionnellement jouée entre le 3e et le 4e quart-temps des matchs. Depuis lors, « Sloopy » figure sur les CD de la fanfare et est disponible en téléchargement gratuit sur leur site Internet. Un extrait de la performance vocale est également disponible en téléchargement sur le site Web de l'université.
Les matchs à domicile des équipes sportives professionnelles de tout l'État de l'Ohio présentent également la chanson. Comme c'est le cas à Ohio State, les fans épèlent généralement les lettres « O, H, I, O » pendant les pauses du refrain tout en imitant la forme des lettres avec leurs bras.
Bruce Springsteen et le E Street Band ont repris cette chanson en concert au Schottenstein Center de l'université en 1999. Lorsque les Rolling Stones ont joué au Ohio Stadium le 30 mai 2015, dans le cadre de leur Zip Code Tour, ils ont également interprété cette chanson.
Lorsque la fanfare a interprété la chanson avant le match de la demi-finale du College Football Playoff 2016, l'annonceur du groupe de l'époque, Dave Carwile, a présenté la chanson en disant: « C'est juste une partie de qui nous sommes ».

### Ohio State University Marching Band

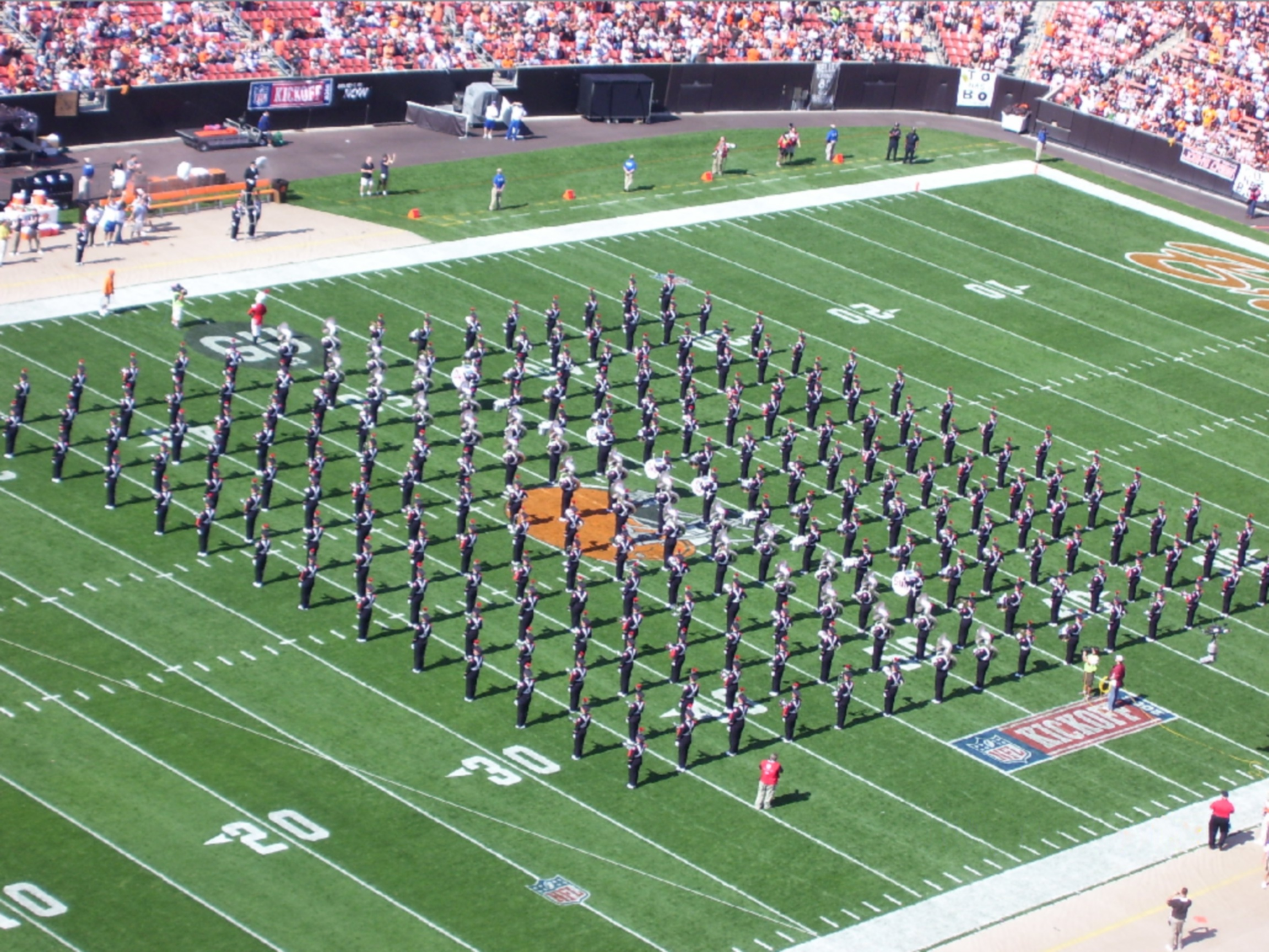
LOhio State University Marching Band au Cleveland Browns Stadium en représentation avant le premier match de la saison 2008 de la NFL.

L'Ohio State University Marching Band (OSUMB) est la fanfare officielle de l'université d'État de l'Ohio. Créée en 1878, elle se compose de 228 membres.
Surnommée The Best Damn Band in the Land (TBDBITL) (la meilleure fanfare du pays en français), elle est présente aux matchs de football américain ainsi qu'à d'autre évènements pendant l'automne. C'est un des rares orchestres universitaire du pays composé de cuivres et de percussions, parfois considéré comme le plus grand de ce type au monde.
La fanfare a des traditions, notamment lorsqu'elle forme le mot « OHIO » sur le terrain de football américain et qu'un musicien senior de soubassophone représente le point du « I ».

### Neutron Man
Neutron Man (30 mars 1942 – 7 octobre 2004), de son vrai nom Orlas King), a été un fan très populaire des Buckeyes pendant une trentaine d'années. Toujours assis à proximité de la fanfare, King se faisait remarquer par ses danses originales chaque fois que le groupe jouait la « Neutron Dance.

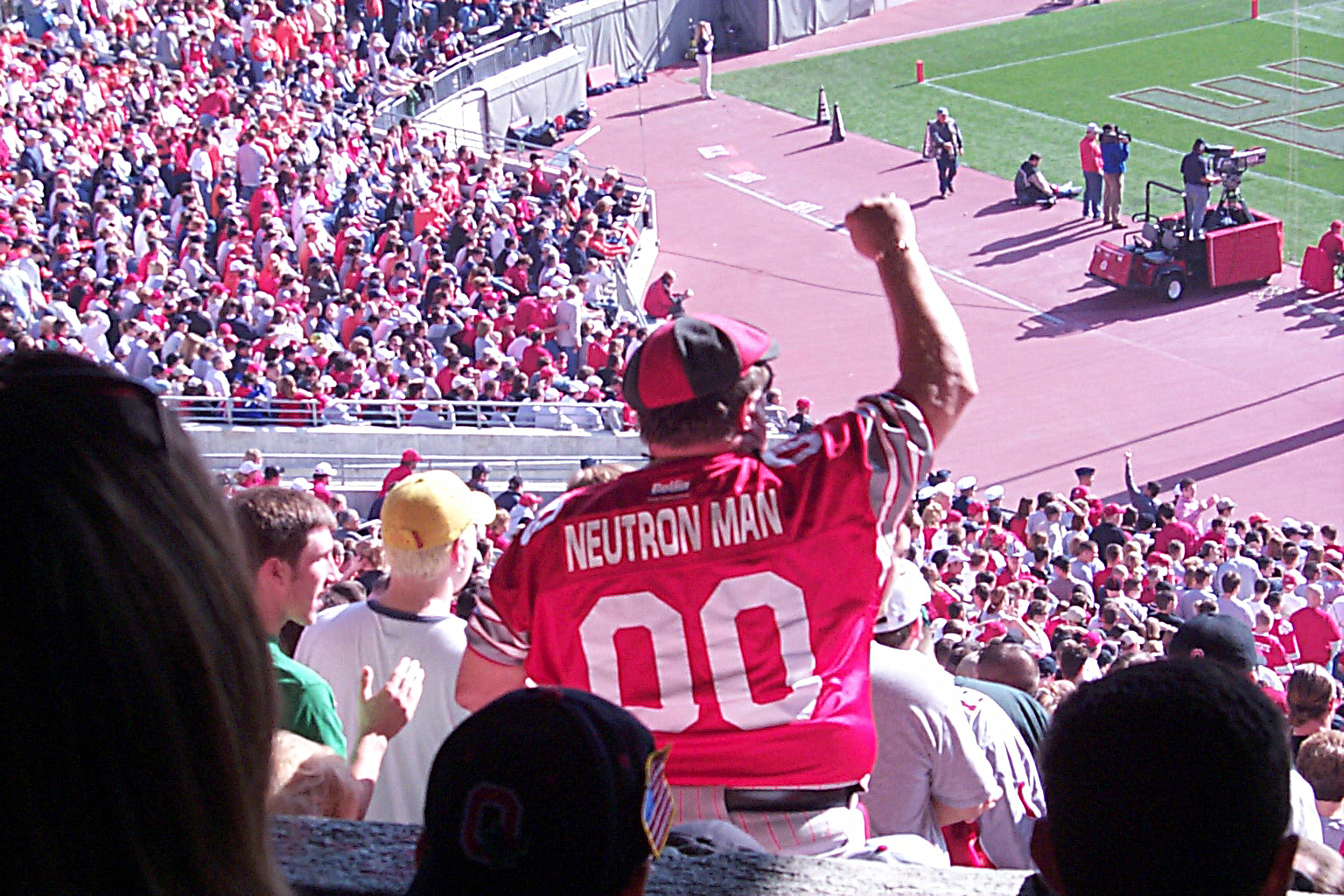
Neutron Man équipé de son béret et de son maillot.

King a commencé à danser lors des matchs de football américain des Buckeyes en 1972. À cette époque, il était connu sous le nom de « B Deck Dancer ». Il est resté ainsi dénommé jusqu'au milieu des années 1980, lorsque l'Ohio State Marching Band a présenté son interprétation de la « Neutron Dance » des Pointer Sisters. Les spectateurs ont établi un lien entre la chanson et King et ont commencé à scander « Neutron Man, Neutron Man ». À partir de ce moment-là, King rebaptisé « Neutron Man » a dansé pendant la pause du troisième quart-temps de chaque match. King a finalement porté son béret écarlate et gris et son propre maillot des Ohio State Buckeyes avec la « Neutron Man » imprimé dans le dos.
Jusqu'à sa mort en 2004, King a promu et contribué à la fanfare et aux cheerleaders de l'université. Il a aidé à collecter des fonds pour les deux groupes et, étant propriétaire de plusieurs restaurants, il organisait fréquemment des déjeuners pour les étudiants de ces formations. Né de sa popularité, un Neutron Man Beanie Baby (en) a même été créé. Une partie de l'argent généré par les ventes a été versée à une bourse d'études pour les pom-pom girls.

### The Ten Year War
La The Ten Year War (en) (guerre de dix ans) a été une série de matchs de football américain disputés de 1969 à 1978, opposant les Buckeyes à leurs rivaux des Wolverines du Michigan respectivement dirigées par les entraîneurs principaux Woody Hayes (Ohio State) et Bo Schembechler (Michigan).
Dans la plupart de ces matchs, un titre de champion de la conférence Big Ten ou une qualification au Rose Bowl étaient en jeu, et dans certains cas, un éventuel titre de champion national.
| Saison | Vainqueur  | Score   | Adversaire | Conséquence                                                                           |
| ------ | ---------- | ------- | ---------- | ------------------------------------------------------------------------------------- |
| 1969   | Michigan   | 24 - 12 | Ohio State | Ohio State (4e) et Michigan (9e) sont co-champions en B10, Michigan au Rose Bowl      |
| 1970   | Ohio State | 20 - 09 | Michigan   | Ohio State (5e) champion de la B10, va au Rose Bowl                                   |
| 1971   | Michigan   | 10 - 07 | Ohio State | Michigan (6e), champion de la B10, va au Rose Bowl                                    |
| 1972   | Ohio State | 14 - 11 | Michigan   | Ohio State (9e) et Michigan (6e) sont co-champions en B10, Ohio State va au Rose Bowl |
| 1973   | Ohio State | 10 - 10 | Michigan   | Ohio State (3e) et Michigan (6e) sont co-champions en B10, Ohio State va au Rose Bowl |
| 1974   | Ohio State | 12 - 10 | Michigan   | Ohio State (4e) et Michigan (3e) sont co-champions en B10, Ohio State va au Rose Bowl |
| 1975   | Ohio State | 21 - 14 | Michigan   | Ohio State (4e), champion de la B10, va au Rose Bowl                                  |
| 1976   | Michigan   | 22 - 0  | Ohio State | Ohio State (6e) et Michigan (3e) sont co-champions en B10, Michigan va au Rose Bowl   |
| 1977   | Michigan   | 14 - 06 | Ohio State | Ohio State (11e) et Michigan (9e) sont co-champions en B10, Michigan va au Rose Bowl  |

### Snow Bowl (1950)

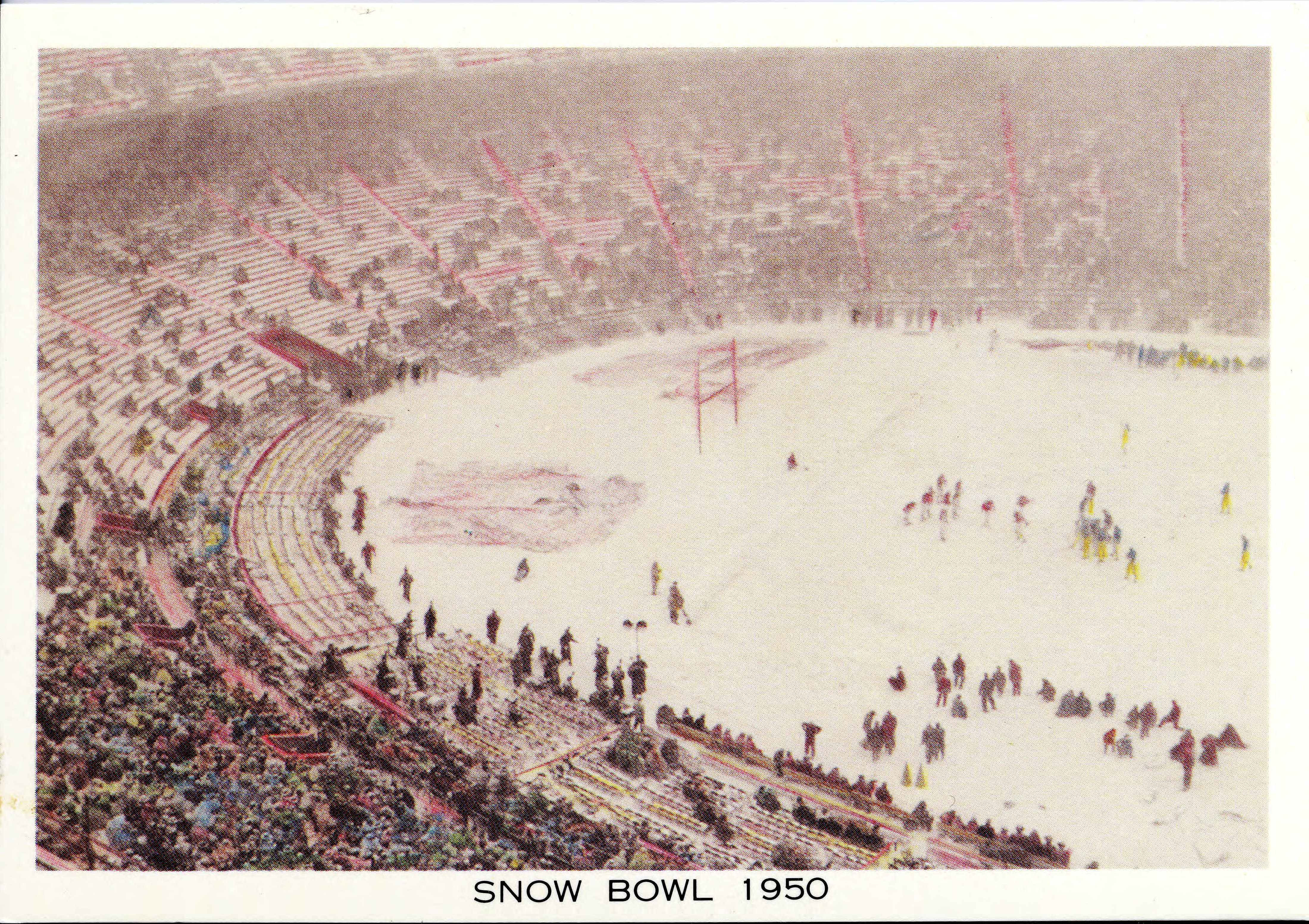
Photo du match.

Le Snow Bowl (en) est le surnom du match disputé le 25 novembre 1950 entre les équipes de Michigan et d'Ohio State. Les Wolverines battent les Buckeyes, 9 à 3, remportant le titre de la conférence Big Ten et se qualifiant pour le Rose Bowl de 1951. Le match a été l'un des plus marquants de l'histoire de la rivalité de football entre le Michigan et l'État de l'Ohio.
Le match s'est déroulé au Ohio Stadium, à Columbus en Ohio, dans des conditions météorologiques extrêmes qui ont considérablement modifié le déroulement normal du match. Les conditions étaient déplorables avec une température de −12 °C, des vents soufflant en rafales du nord-ouest à 45,1 km/h et de la neige tombant à deux 5,08 cm par heure. Des bancs de neige bordaient le terrain, les lignes de triage étaient effacées et parfois aussi les poteaux de but.
Le match devait se jouer devant 50 535 supporters dont certains ont allumé de petits feux dans les tribunes pour se réchauffer. D'autres étaient assis avec des boîtes percées de trous pour voir et posées sur la tête pour se protéger du froid. Alors que le match était sur le point de commencer, les équipes au sol ont eu du mal à retirer la bâche recouvrant le terrain gelé qui était recouverte de 1,22 m de neige. Les scouts locaux et les fans ont dû aider à les enlever, les retirant finalement avec 2 h 21 de retard.